# Palamede (Euripide)
Palamede (in greco antico: Παλαμήδης?, Palamédes) è una tragedia frammentaria di Euripide, composta nel 415 a.C.  e facente parte di una tetralogia comprendente anche Alessandro, Troiane (unica tragedia oggi rimasta) e Sisifo.

## Trama
In base ai frammenti, risulta che il dramma raccontava, partendo dall'astuzia di Palamede nello scoprire la finta pazzia di Odisseo, la partenza per Troia dell'esercito greco, le aperte critiche verso il comando di Agamennone, la conseguente condanna a morte di Palamede, istigata da Odisseo ed Agamennone sulla base della falsa lettera che avevano fabbricato per accusarlo di tradimento; vi si narrava, poi, di come Eace riuscisse ad informare il padre Nauplio, rimasto in patria, dell'accaduto, scrivendo su alcuni remi la sorte toccata al fratello e gettandoli poi nell'Egeo nella speranza che raggiungessero la Grecia.
Ritrovati i remi (il cui viaggio era forse propiziato da Poseidone o da un'altra divinità) ed appresa la morte del figlio, Nauplio probabilmente giungeva a Troia minacciando Agamennone di vendicarsi, senza ottenere per il momento nessun risultato (riuscirà a vendicarsi successivamente facendo naufragare molte navi greche, di ritorno da Troia, contro una scogliera mostrando falsi segnali col fuoco).
Proprio l'episodio dei remi fu parodiato da Aristofane nelle Tesmoforiazuse: Mnesiloco, travestitosi da donna ed intrufolatosi alla festa delle Tesmoforie per difendere Euripide dall'accusa di misoginia, viene smascherato dalle altre donne e, vagliando vari tentativi per chiedere soccorso ad Euripide per uscire da quella situazione, pensa di scrivergli su un remo, proprio come Eace al padre Nauplio.